# ベクター CR21
ベクター CR21は、南アフリカのデネル・グループのベクター（ヴェクター）小火器事業部が開発・生産するブルパップ方式のアサルトライフルである。
CR21とは、「21世紀のコンパクトライフル（Compact Rifle for 21st century）」のアクロニムであり、同時期に開発されたシンガポールのSAR21や、イスラエル製のタボールTAR-21と同じ意味がある。

## 開発
南アフリカ国防軍は、1970年代後半～1980年代にFN FALの後継としてイスラエル製のガリルを採用し、小改良を加えたうえでベクター小火器（銃器）事業部の前身である、南アフリカ国営銃器メーカーのリッテルトン・エンジニアリング・ワークス社にベクターR4/R5/R6としてライセンス生産させて配備していただけでなく、小規模ながら輸出も行われていた。
しかし、1990年代に入ると、銃器類は軽量化のためにポリマーを多用することが流行するようになったため、R4/R5/R6は旧式化が目立つようになった。さらにR4/R5/R6は元々ガリルをライセンス生産した銃である事も、輸出においては不利な要素となった。
このため、南アフリカ国防軍の次期制式アサルトライフルと、新規の輸出用アサルトライフルとしてCR21が開発され、1997年にその存在が公表された。

## 構造
CR21は、ベクターR4の金属製レシーバーや銃身、トリガーメカニズム、ボルト、ボルトキャリアーと一体化したガスピストン、リコイルスプリングなどの主要部品をほぼそのまま流用し、高強度ポリマー製の外装を被せる形で開発されている。また弾倉も、ベクターR4/R5/R6用のポリマー製弾倉を流用する。
この方法は部品の新規設計にかかる時間の短縮と、既存の生産設備を流用することでのコスト削減を意図して採用されたものであるが、銃器としての使い勝手については悪影響を与えている。
同時代のブルパップ式アサルトライフルの多くが、左手で構えて撃てるように「内部部品を組み替えることで、左方向に排莢できる」ように設計されているのに対し、CR21ではR4の主要部品を流用した結果、そのような機能を盛り込むことは不可能となったため、事実上右手でしか扱えなくなっている。その代わり、排莢口の上方と後方には、空薬莢が極端に上方もしくは後方に飛ばないように反射板が設けられている。
また、現代のアサルトライフルやサブマシンガンでは、ブルパップ方式か従来型かにかかわらず、セミオートとフルオートを切り替えるセレクターと、安全装置のオン・オフを切り替えるセイフティを1つのレバーで兼用する方式が主流であるのに対し、CR21ではセイフティはトリガーガードの前方付け根部分に配置されたクロスボルト式ボタン、セミオート射撃とフルオート射撃を切り替えるセレクターは銃床左右両側面の肩当て付近に配置された回転式レバーにそれぞれ分かれている。
作動メカニズムは、ベクターR4/R5/R6と同様のガス圧作動、ロングストロークピストン、回転ボルト方式である。ただしコッキングレバーについては、ベクターR4と同様に「ボルトキャリアーと一体の部品であるコッキングレバーが排莢口から突き出ている」構造は採用せず、「レシーバー前部左側面に独立したコッキングレバーを配置し、コッキングレバーの付け根から後方に突き出た金属棒がボルトキャリアーを押し下げる」方式を採用している。このため、CR21では射撃時でもボルトキャリアーの動きに連動してコッキングレバーが動くことはない。
外装は銃床の肩当て部分から後方上部を覆う上部外装と、ハンドガードやグリップなどを含めた下部外装に分かれる。全体的に曲面を多用しているほか、排熱性を高めるためにハンドガードの上下には排熱用の穴があけられている。
ハンドガードの下面には、南アフリカが独自に設計した40mm口径のアンダーバレル式グレネードランチャーを装着できる。
銃口のフラッシュハイダーはR4/R5と異なり、前端部からスリットが入る形になっている。また、このフラッシュハイダーは22mmライフルグレネードを装填するためのソケットを兼ねている。
トリガーガードはグリップ下端部分まで伸びており、厚い手袋をつけたままでも操作が容易となっている。トリガーはスライド式であり、内蔵レバーを介してベクターR4本来のトリガーメカニズムを遠隔式に作動させる。
照準器については、ブルパップ方式の短所の一つである「全長が短いために前後のアイアンサイトの基線長を長く取れない」ことから、アイアンサイトを一切装備せず、光学照準器を装着するように設計されている。光学照準器のマウントは、内部の銃身付け根部分に装着されている。標準装備としての照準器は、倍率1倍の反射式光学照準器を搭載しているが、必要に応じて他のダットサイトや倍率付きのスコープ、暗視スコープなどに換装可能である。

## 採用国
CR21は、本来はR4/R5の後継アサルトライフルとして南アフリカ国防軍に全面配備する予定であったが、南アフリカの財政難などから更新が進んでおらず、南アフリカ陸軍公式サイトでも一切触れられていない。
また輸出についても採用国はほとんどなく、商業的には失敗作となった。
ただし、2011年のベネズエラ軍のパレードにおいて、パレードに参加していたベネズエラ兵の一部がCR21と思しき小銃を装備している写真も存在する。

## 登場作品

### 映画
『第9地区』
白く塗装されたものがMNUの一般装備として登場。
『ドゥームズデイ』
スコットランドに派遣された調査隊が使用。

### 漫画・アニメ
『ヨルムンガンド』
回想シーンでエコーが所持。